# Cantone di Bretoncelles
Il Cantone di Bretoncelles è una divisione amministrativa dell'Arrondissement di Mortagne-au-Perche.
È stato costituito a seguito della riforma approvata con decreto del 25 febbraio 2014, che ha avuto attuazione dopo le elezioni dipartimentali del 2015.

## Composizione
Comprende i 24 comuni di:
- Bellou-sur-Huisne
- Berd'huis
- Boissy-Maugis
- Bretoncelles
- Colonard-Corubert
- Condeau
- Condé-sur-Huisne
- Coulonges-les-Sablons
- Courcerault
- Dancé
- Dorceau
- La Madeleine-Bouvet
- Maison-Maugis
- Moutiers-au-Perche
- Nocé
- Préaux-du-Perche
- Rémalard
- Saint-Aubin-des-Grois
- Saint-Cyr-la-Rosière
- Saint-Germain-des-Grois
- Saint-Jean-de-la-Forêt
- Saint-Maurice-sur-Huisne
- Saint-Pierre-la-Bruyère
- Verrières